# Everardia angusta
Everardia angusta là loài thực vật có hoa trong họ Cói. Loài này được N.E.Br. mô tả khoa học đầu tiên năm 1901.